# شرکت مهندسی ترابری ژاپن
شرکت مهندسی ترابری ژاپن (انگلیسی: Japan Transport Engineering Company) شرکت ترابری ژاپنی است، که در سال ۱۹۴۸ توسط شرکت راه‌آهن شرق ژاپن تأسیس شد.